# Søren Galatius
Søren Galatius (Randers, Dinamarca, 1 de agosto de 1976) é um matemático dinamarquês. Trabalha com topologia algébrica. É professor da Universidade Stanford.
Foi palestrante convidado do Congresso Internacional de Matemáticos em Seoul (2014).

## Publicações selecionadas
- Mod p homology of the stable mapping class group. Topology 43 (2004), no. 5, 1105–1132.
- com Tillmann, Madsen, Weiss: The homotopy type of the cobordism category. Acta Math. 202 (2009), no. 2, 195–239
- Stable homology of automorphism groups of free groups. Ann. of Math. (2) 173 (2011), no. 2, 705–768.